# 國軍花蓮總醫院
國軍花蓮總醫院，番號陸軍第八○五總醫院，是中華民國國軍在台灣東部的軍醫院，目前是下轄於國防部軍醫局的一所區域教學醫院。除對國軍軍職人員及其眷屬提供醫療服務和因應國防和軍事需求的醫學研究活動外，也以「國軍花蓮總醫院附設民眾診療服務處」名義對一般大眾提供醫療服務。

## 歷史
- 原為聯勤第二肺病療養院。
- 1953年5月1日：成立於臺中縣中興嶺
- 1959年：改編為陸軍第八○五總醫院
- 1970年：移駐花蓮現址。
- 1986年7月：編併臺東縣陸軍八三二醫院為臺東分院（民國93年廢院[1]）。
- 1995年7月：配合國防部實施「精進軍醫組織案」，改名為國軍805總醫院，隸屬國防部軍醫局。
- 1998年7月：配合國防部實施精實案，改名為國軍花蓮總醫院。

### 總院
- 總院位於花蓮縣新城鄉嘉里村嘉里路163號。
- 民國102年3月25日，新醫療大樓於總院院區正式完工啟用。

### 各院區
| 名稱                   | 地址                    |
| ---------------------- | ----------------------- |
| 進豐門診處             | 花蓮縣花蓮市進豐街100號 |
| 富世（太魯閣）門診中心 | 花蓮縣秀林鄉富世村101號 |

## 組織架構
分為行政部門與醫療部門。院長之下，設副院長，統籌各項業務。

### 行政部門
巡迴醫療室、主計室、行政室、醫勤室、衛材補給保養室、血庫室、勤務隊、東部地區心理衛生室。

### 醫療部門

#### 醫療科系
醫療部下轄內科部（又分：一般內科、腸胃科、胸腔內科、心臟內科、腎臟內科、神經內科、感染科、血液腫瘤科與新陳代謝等科）、外科部（又分：一般外科、骨科、整形外科、泌尿外科、神經外科)、門急診部、復健科、牙科、護理部、婦產科、小兒科、臨床藥劑科、眼科、麻醉科、耳鼻喉科、放射科、病理部、組織臨床病理科、社區醫學科、家庭醫學科、神經精神科。

#### 醫療相關部門
- 圖書館

## 歷任院長
| 姓名                            | 就職時間  | 卸任時間   |
| ------------------------------- | --------- | ---------- |
| 王維（陸軍少將）                | 1953.5.1  | 1954.4.30  |
| 徐佐周（陸軍少將）              | 1954.5.1  | 1956.9.30  |
| 張玉泉（陸軍軍醫上校）          | 1956.10.1 | 1957.6.30  |
| 張積鐘（陸軍軍醫上校）          | 1957.7.1  | 1961.9.10  |
| 徐佐周（陸軍少將）              | 1961.9.11 | 1962.4.1   |
| 吳剛（陸軍軍醫上校）            |           |            |
| 白雲俠（陸軍少將）              |           |            |
| 陳仲英（陸軍軍醫上校）          |           |            |
| 吳祺然（陸軍軍醫上校）          |           |            |
| 劉文烈（陸軍軍醫上校）          |           |            |
| 鄭德構（陸軍軍醫上校）          |           |            |
| 林承平（陸軍軍醫上校）          |           |            |
| 鄒發輝（陸軍軍醫上校）          |           |            |
| 董潤萱（陸軍軍醫上校）          |           |            |
| 鄒發輝（陸軍軍醫上校）          |           |            |
| 劉德三（陸軍軍醫上校）          |           |            |
| 古導賢（陸軍軍醫上校）          | 1988.6.16 | 1990.6.1   |
| 蕭文衍（陸軍軍醫上校）          | 1990.7.16 | 1992.3.1   |
| 吳國良（陸軍軍醫上校）          | 1992.7.1  | 1993.10.1  |
| 陳宏一（陸軍軍醫上校）          | 1993.10.1 | 1996.7.30  |
| 孟祥越（陸軍軍醫上校）          | 1996.8.1  | 1997.11.1  |
| 李元彬（陸軍軍醫上校）          | 1997.11.1 | 1998.12.1  |
| 孟繁崗（陸軍軍醫上校）          | 1999.1.1  | 1999.8.1   |
| 吳少白（海軍軍醫上校）          | 1999.8.16 | 2001.4.1   |
| 孫卓卿（陸軍軍醫上校）          | 2001.4.1  | 2003.5.1   |
| 朱紀洪（陸軍軍醫上校）          | 2003.5.1  | 2005.4.1   |
| 何裕鈞（陸軍軍醫上校）          | 2005.7.1  | 2006.12    |
| 李軾（陸軍軍醫上校）            | 2007.4.1  | 2010.3.31  |
| 郭武憲（陸軍軍醫上校）          | 2010.4.1  | 2012.9.14  |
| 李宏滿（陸軍軍醫上校）          | 2012.9.1  | 2013.6.30  |
| 項正川（陸軍軍醫上校）          | 2013.7.1  | 2015.7.15  |
| 王智弘（陸軍軍醫上校）          | 2015.7.16 | 2016.1.4   |
| 張迪生（陸軍軍醫上校）          | 2016.1.04 | 2017.7.31  |
| 謝宗保（陸軍軍醫上校）          | 2017.8.1  | 2019.6.16  |
| 戴明正（陸軍軍醫上校→陸軍少將） | 2019.6.17 | 2022.12.31 |
| 吳勝堂（陸軍少將）              | 2023.1.1  | 2024.09.30 |
| 詹正雄（陸軍少將）              | 2024.10.1 | 現任       |

## 外部連結
- 官方网站
- 國軍花蓮總醫院的Facebook專頁
- 台灣公立醫院百年紀 中華民國公立醫院協會出版2004年7月20日初版一刷 ISBN 957-29831-0-5